# モンテレー (ミサイル巡洋艦)
モンテレー(USS Monterey, CG-61)は、アメリカ海軍のミサイル巡洋艦。タイコンデロガ級ミサイル巡洋艦の15番艦。艦名は米墨戦争におけるモンテレーの戦いに因む。その名を持つ艦としては4隻目。